# Cyclocephala picopijola
Cyclocephala picopijola är en skalbaggsart som beskrevs av Brett C.Ratcliffe och Ronald D. Cave 2006. Cyclocephala picopijola ingår i släktet Cyclocephala och familjen Dynastidae. Inga underarter finns listade i Catalogue of Life.